# Rood oorzwammetje
Het rood oorzwammetje (Crepidotus cinnabarinus) is een schimmel in de familie Crepidotaceae. Hij leeft saprotroof op loofhout.

## Kenmerken
De hoed is fel oranje-rood en heeft een diameter van 2 tot 18 mm. De vorm is meestal convex, schelp- of waaierachtig, met een fijn viltige textuur aan de basis die later droog en kaler wordt. De rand is onregelmatig, vezelig en in het begin naar binnen gekruld. Er is geen steel aanwezig, maar soms is er een pseudosteel. De lamellen zijn lichtbruin met een rood-oranje rand, dicht op elkaar. De sporenprint is lichtbruin. De sporen zijn breed elliptisch tot sub-sferisch, met een fijn stekelig tot wrattig geornamenteerd, met een grootte van 8-8,5 × 5,5-6 μm. Er is geen annulus (ring) aanwezig.

## Verspreiding
In Nederland komt het rood oorzwammetje zeer zeldzaam voor.